# (1597) Laugier
(1597) Laugier es un asteroide perteneciente al cinturón de asteroides descubierto por Louis Boyer desde el observatorio de Argel-Bouzaréah, Argelia, el 7 de marzo de 1949.

## Designación y nombre
Laugier se designó al principio como 1949 EB.
Posteriormente, fue nombrado en honor de la astrónoma francesa Margueritte Laugier (1896-1976).

## Características orbitales
Laugier orbita a una distancia media del Sol de 2,844 ua, pudiendo acercarse hasta 2,584 ua. Su inclinación orbital es 11,81° y la excentricidad 0,09157. Emplea en completar una órbita alrededor del Sol 1752 días.